# Arquivos do Museu Nacional
Arquivos do Museu Nacional (anteriormente Archivos do Museu Nacional; ISSN: 0365-4508) es la revista científica más antigua de Brasil. Su primera edición fue publicada en 1876, fundada por Ladislau de Mello Souza Netto. La revista se edita trimestralmente (marzo, junio, septiembre y diciembre), por el Museo Nacional de Brasil y la Universidad Federal de Río de Janeiro. La publicación cubre las áreas de antropología, arqueología, botánica, geología, paleontología y zoología.